# Hemavijaya
Hemavijaya (हेमविजय; * 1565; † 1631) war ein Jaina-Mönch und Dichter, der Gedichte mit religiösem Inhalt verfasste.
Er ist Verfasser des Kathāratnākara. Die Sammlung indischer Erzählungen wurde von Johannes Hertel ins Deutsche übersetzt (Meisterwerke orientalischer Literaturen, zwei Bände).

## Werke
- Kathāratnākara (कथारत्नाकर)